# Afroedura bogerti
Afroedura bogerti – gatunek jaszczurki z rodziny gekonowatych (Gekkonidae).

## Etymologia
Nazwa pochodzi od nazwiska Charlesa Mitchilla Bogerta – kustosza działu herpetologii Amerykańskiego Muzeum Historii Naturalnej.

## Charakterystyka
Zamieszkuje Angolę oraz Namibię. Występuje na wysokości od 20 do 2000 m n.p.m. Jego ciało ma długość 46–53,5 mm, głowa stanowi około 20% długości ciała.
Jaszczurka rozmnaża się składając jaja.